# اعلي الشيخ الفلاني
اعلي الشيخ الفلاني (مواليد 31 ديسمبر 1988) هو لاعب كرة قدم موريتاني محترف، المنافس ضمن مصاف أندية دوري الدرجة الثانية السعودي لكرة القدم.
يُعتبر اعلي الشيخ أحد أهمّ لاعبي جيله في الكرة الموريتانية، حيث سبق له أنا فاز بلقب هداف الدوري الموريتاني الممتاز 5 مرات، وقد خاض عدة تجارب احترافية خارجية عبر مسيرته الكروية.

## وصلات خارجية
- اعلي الشيخ الفلاني على موقع قاعدة بيانات كرة القدم.إي يو (الإنجليزية)
- اعلي الشيخ الفلاني على موقع ناشيونال فوتبول تيمز (الإنجليزية)
- اعلي الشيخ الفلاني على موقع Soccerway.com (الإنجليزية)